# Anna Goldfeder
Anna Goldfeder, ur. jako Chana Goldfeder (ur. 1 kwietnia 1891 w Józefowie nad Wisłą, zm. 15 lutego 1993 w Nowym Jorku) – amerykańska radiolożka i kancerolożka pochodzenia żydowskiego, pionierka badań w zakresie radiologii i kancerologii.

## Życiorys
Urodziła sie najprawdopodobniej 1 kwietnia 1891 roku, sama podawała jednak często rok 1897, będący rokiem urodzenia jej siostry. Córka zamożnego kupca, Chaima Goldfedera, oraz Tauby z domu Frydman. Gdy miała kilka lat, rodzina przeniosła się z Józefowa do Lublina, gdzie zamieszkali w domu przy ulicy Karmelickiej 3.
Na początku XX wieku wzięła ślub z Jechielem Rozenblumem z Radomia, rozwiodła się z nim w 1912 roku. W tym samym roku podjęła naukę w gimnazjum w Radomiu. W 1918 roku rozpoczęła studia na Uniwersytecie Karola w Pradze, gdzie 27 kwietnia 1923 roku uzyskała stopień doktora nauk przyrodniczych. Od czerwca 1922 do maja 1927 roku pracowała jako asystentka na Uniwersytecie Masaryka. Na przełomie lat 20. i 30. XX wieku prowadziła badania pod kierunkiem dr. Carla Sternberga na Uniwersytecie Wiedeńskim, w związku z czym zainteresowała się nowotworami. Współpracowała z polskimi czasopismami naukowymi, m.in. z „Medycyną Doświadczalną i Społeczną” oraz „Warszawskim Czasopismem Lekarskim”.
W 1931 roku po raz pierwszy wyjechała na krótko do Stanów Zjednoczonych, przebywając tam na zaproszenie Instytutu Badań Medycznych Rockefellera w Nowym Jorku. Latem 1935 roku przebywała w Lublinie, niedługo później wyemigrowała do Stanów Zjednoczonych. Jesienią 1935 roku została ambasadorką akcji zbierania pieniędzy dla Szpitala Żydowskiego w Lublinie wśród lubelskich Żydów przebywających w USA. Wspierała również budowę Żydowskiego Domu Ludowego w Lublinie. Utrzymywała kontakt z Marią Skłodowską-Curie, współpracowała także m.in. ze Shieldsem Warrenem oraz Richardem Axelem.
W 1940 roku objęła stanowisko dyrektorki Laboratorium Badań nad Nowotworami i Radiologią Departamentu Szpitali Nowego Jorku w nowojorskim szpitalu Delafield. Współpracowała również z Uniwersytetem Harvarda oraz Uniwersytetem Columbia. Szpital Delafield został zamknięty w 1977 roku, mimo to kontynuowała pracę w opuszczonym budynku, samodzielnie zakupując grzejniki oraz uzyskując federalny grant pozwalający jej utrzymać trójkę laborantów. Pod koniec lat 70. XX wieku jej laboratorium przeniesiono na Wydział Biologii Uniwersytetu Nowojorskiego, gdzie wykładała także biologię. Przeszła na emeryturę w 1988 roku.
Była autorką około 200 publikacji w czasopismach naukowych. Została uhonorowana złotym medalem New York Academy of Sciences oraz nagrodą Radiological Society of North America. W 1982 roku w Nowym Jorku zorganizowano dedykowaną jej konferencję naukową.
Pod koniec życia ustanowiła stypendium swojego imienia, przyznawane doktorantom z Instytutu Naukowego Weizmana. Zmarła w Cabrini Medical Center na Manhattanie. Większość jej rodziny zginęła podczas II wojny światowej. Nie wyszła ponownie za mąż, nie miała dzieci.

## Osiągnięcia
Jednym z jej najważniejszych osiągnieć było wyhodowanie szczepu albinotycznych myszy laboratoryjnych, które nazwała X/gf. Myszy te charakteryzowały się dużą odpornością na spontaniczne i zaindukowane nowotwory oraz na promieniowanie X. Była również pionierką w hodowli kultur ludzkich komórek nowotworowych piersi oraz jedną z pierwszych osób, którym udało się pozyskać in vitro kulturę ludzkich komórek nabłonka.
Była pionierką w zakresie stosowania radioznaczników przy analizach metabolicznych. Wprowadziła nowe metody badania nowotworów oraz testowania leków w chemioterapii.